# 8657 Cedrus
8657 Cedrus (1990 QE9) là một tiểu hành tinh vành đai chính được phát hiện ngày 16 tháng 8 năm 1990 bởi E. W. Elst ở Đài thiên văn Nam Âu.